# ماريك ريجو
ماريك ريجو هو لاعب كرة قدم سلوفاكي في مركز الوسط، ولد في 15 ديسمبر 1997 في براتيسلافا في سلوفاكيا. لعب مع نادي سلوفان براتيسلافا.

## وصلات خارجية
- ماريك ريجو على موقع قاعدة بيانات كرة القدم.إي يو (الإنجليزية)
- ماريك ريجو على موقع Soccerway.com (الإنجليزية)
- ماريك ريجو على موقع عالم كرة القدم.نت (الإنجليزية)